# Giovanni Reale
(Giovanni Reale, Platone. Alla ricerca della sapienza segreta, 1998, p. 12)
Giovanni Reale (Candia Lomellina, 15 aprile 1931 – Luino, 15 ottobre 2014) è stato un filosofo, storico della filosofia e traduttore italiano.

## Biografia
Giovanni Reale frequentò il Liceo classico statale di Casale Monferrato (divenuto in seguito Istituto di Istruzione Superiore "Cesare Balbo"), per poi formarsi all'Università Cattolica del Sacro Cuore di Milano, laureandosi con Francesco Olgiati. Successivamente, perfezionerà per quattro anni i suoi studi a Marburgo e a Monaco di Baviera.
Dopo un periodo di insegnamento nei licei e conseguita la libera docenza in Storia della filosofia antica nel 1962, vinse una cattedra presso l'Università degli Studi di Parma, ove terrà i corsi di Filosofia morale e di Storia della filosofia. Quindi, nel 1972, passò all'Università Cattolica di Milano, nella quale sarà a lungo professore ordinario di Storia della filosofia antica (fino al 2002), istituendovi e dirigendo il Centro di ricerche di Metafisica (luogo di formazione della maggior parte dei suoi allievi). Dal 2005 insegnò alla nuova Facoltà di Filosofia del San Raffaele di Milano, presso la quale intendeva fondare un nuovo centro internazionale di studi e ricerche su Platone, e sulle radici platoniche del pensiero e della civiltà occidentale.
Morì il 15 ottobre 2014, a 83 anni, nella sua casa di Luino.

## Pensiero
La sua tesi di fondo è la seguente: la filosofia greca ha creato quelle categorie e quel peculiare modo di pensare che hanno consentito la nascita e lo sviluppo della scienza e della tecnica dell'Occidente.
I suoi interessi scientifici spaziano lungo tutto l'arco del pensiero antico pagano e cristiano, e i suoi contributi di maggior rilievo hanno toccato via via Aristotele, Platone, Plotino, Socrate e Agostino. Reale ha studiato ognuno di questi autori andando, in un certo senso, 'contro-corrente' e inaugurandone, secondo l'opinione di Cornelia de Vogel, una lettura nuova.
La rilettura che ha dato di Aristotele contesta l'interpretazione di Werner Jaeger, secondo il quale gli scritti aristotelici seguirebbero positivisticamente un andamento storico-genetico che partirebbe dalla teologia, passerebbe per la metafisica, per approdare infine alla scienza; Reale ha sostenuto invece la fondamentale unità del pensiero metafisico dello Stagirita.
Ne La Filosofia antica, mette in evidenza come il pensiero di Teofrasto si diffuse per l'aspetto scientifico con un'ampiezza del tutto paragonabile a quella del maestro Aristotele, rivelando però uno scarso spessore nella speculazione filosofica. Da Stratone in poi, ciò provocò un ripiegamento della scuola peripatetica verso l'ambito della fisica e delle scienze empiriche.
Per quel che riguarda Platone, Reale, importando in Italia gli studi della scuola platonica di Tubinga, ha messo in crisi l'interpretazione romantica di Platone stesso, che risale a Friedrich Schleiermacher, e ha voluto rivalutare il senso e la portata delle cosiddette «dottrine non scritte», vale a dire gli insegnamenti che Platone ha tenuto solo oralmente all'interno dell'Accademia e che conosciamo dalle testimonianze dei discepoli; in questo senso, Platone risulterebbe essere il testimone e l'interprete più geniale di quel peculiare momento della civiltà greca che passava dalla cultura dell'oralità a quella della scrittura.
Negli studi su Plotino, ha contestato la tesi di fondo di Eduard Zeller che vedeva nel grande neoplatonico il principale teorico del panteismo e dell'immanentismo; al contrario, Reale ha riletto Plotino come il campione della trascendenza metafisica dell'Uno.
L'interpretazione che Reale ha dato di Socrate, analogamente, si propone di risolvere le aporie della cosiddetta questione socratica, entrata in un vicolo cieco dopo gli studi di Olof Gigon, secondo cui di Socrate non possiamo sapere nulla con certezza; Reale ha inaugurato, invece, un nuovo modo di interpretare Socrate, non solo cercando di risolvere dall'interno le testimonianze contraddittorie degli allievi, ma soprattutto guardando al contesto della filosofia greca prima di Socrate e dopo Socrate: in questo modo, balzerebbe agli occhi la scoperta socratica del concetto di psyché come essenza e nucleo pensante dell'uomo.
(G. Reale, Storia della filosofia antica, Milano, Vita e pensiero, 1975)
Infine, per quanto riguarda Agostino, gli studi di Reale tenderebbero a ricollocare questo autore nel contesto neoplatonico della tarda antichità e quindi nel momento dell'impatto del Cristianesimo con la filosofia greca, cercando di scrostarlo di tutte le successive interpretazioni dell'agostinismo medioevale.
Reale ritiene, poi, che la cifra spirituale che caratterizza il pensiero occidentale sia costituita dalla filosofia creata dai Greci. È stato infatti il logos greco a caratterizzare le due componenti essenziali del pensiero occidentale e precisamente a fornire gli strumenti concettuali per elaborare la Rivelazione cristiana, dando luogo, così, a quella peculiare mentalità da cui sono scaturite la scienza e la tecnica. Ma se la cultura occidentale non si capisce senza la filosofia dei Greci, questa a sua volta non si capisce senza la metafisica come studio dell'"Unità dell'Essere". Il lavoro che Reale svolge, studiando i grandi pensatori del passato, vuole anche servire a un confronto fra la metafisica antica e quella moderna. La preferenza che accorda a Platone dipende dal fatto che il filosofo ateniese è, con la "seconda navigazione" di cui parla nel Fedone, il vero creatore di questa problematica.
Reale, studioso di fama internazionale, si fa così portavoce di un «meditato ritorno alle radici della nostra cultura» attraverso la riproposta dei classici, in particolare Platone. Di quest'ultimo, Reale – in sintonia con la Scuola di Tubinga – rinnova l'interpretazione, mettendo in luce la primaria importanza delle cosiddette «dottrine non scritte» (agrafa dogmata) di cui riferiscono gli allievi di Platone stesso (Aristotele in primis).
Nel suo scritto Per una nuova interpretazione di Platone (1986), fa affiorare l'immagine di un Platone diverso, un Platone orale e – in certo senso – dogmatico: del resto, non è forse Platone stesso (ad esempio, nella Lettera VII) a garantirci che la sua filosofia dev'essere ricercata altrove rispetto agli scritti? Lo stesso corpus degli scritti platonici, giuntoci nella sua interezza (circostanza, questa, unica nella storiografia del pensiero greco), non presenta, invero, quell'unitarietà sistematica che ci si dovrebbe attendere, il che, ancora una volta, depone a favore della tesi secondo cui il vero Platone andrebbe cercato altrove, e precisamente nelle «dottrine non scritte».
Studioso anche della Metafisica di Aristotele, Reale smaschererebbe la tesi fatta valere da Jaeger, secondo cui l'opera non presenterebbe un'unitarietà ma sarebbe piuttosto una sorta di “zibaldone filosofico” (e, in particolare, il libro XII risalirebbe – in forza del suo spiccato interesse teologico – alla giovinezza dello Stagirita): lungi dal risolversi in un coacervo di scritti risalenti a differenti epoche e contesti, la Metafisica di Aristotele – rileva Reale – è un'opera profondamente unitaria, al cui centro c'è la definizione di metafisica come: a) scienza delle cause e dei principi primi, b) scienza dell'essere in quanto tale, c) scienza della sostanza, d) scienza teologica, e) scienza della verità.
Ne La saggezza antica (1995), sostiene che «tutti i mali di cui soffre l'uomo d'oggi hanno proprio nel nichilismo la loro radice» e che «un'energica cura di questi mali implicherebbe il loro sradicamento, ossia la vittoria sul nichilismo, mediante il recupero di ideali e valori supremi, e il superamento dell'ateismo». Ma quello che egli propone «non è affatto un ritorno acritico a certe idee del passato, ma l'assimilazione e la fruizione di alcuni messaggi della saggezza antica, che, se ben recepiti e meditati, possono, se non guarire, almeno lenire i mali dell'uomo d'oggi, corrodendo le radici da cui derivano».
In una siffatta prospettiva, può acquistare un valore eminentemente filosofico anche il pensiero di Seneca, a suo parere ingiustamente trascurato da una lunga tradizione che non gli avrebbe riconosciuto alcuna cittadinanza filosofica: in La filosofia di Seneca come terapia dei mali dell'anima, Reale riprende, ancora una volta, l'idea che la filosofia degli antichi – in questo caso, quella di Seneca – possa costituire un 'farmaco' per l'animo dilaniato dell'uomo moderno.
Tra gli allievi di Reale vi sono: Roberto Radice, docente dell'Università Cattolica del Sacro Cuore, che si è dedicato al pensiero di Filone di Alessandria e dell'età ellenistica (in particolare dello Stoicismo) e che ha tradotto opere di Platone (Repubblica, Leggi, Lettere) di cui ha pubblicato in versione informatica il lessico; Maurizio Migliori, dell'Università di Macerata, interprete del pensiero platonico; Giuseppe Girgenti, traduttore di Porfirio e del Neoplatonismo, e Vincenzo Cicero, a cui si devono inedite traduzioni italiane di Schelling, Hegel, Trendelenburg, Natorp, Hildebrand e Heidegger.

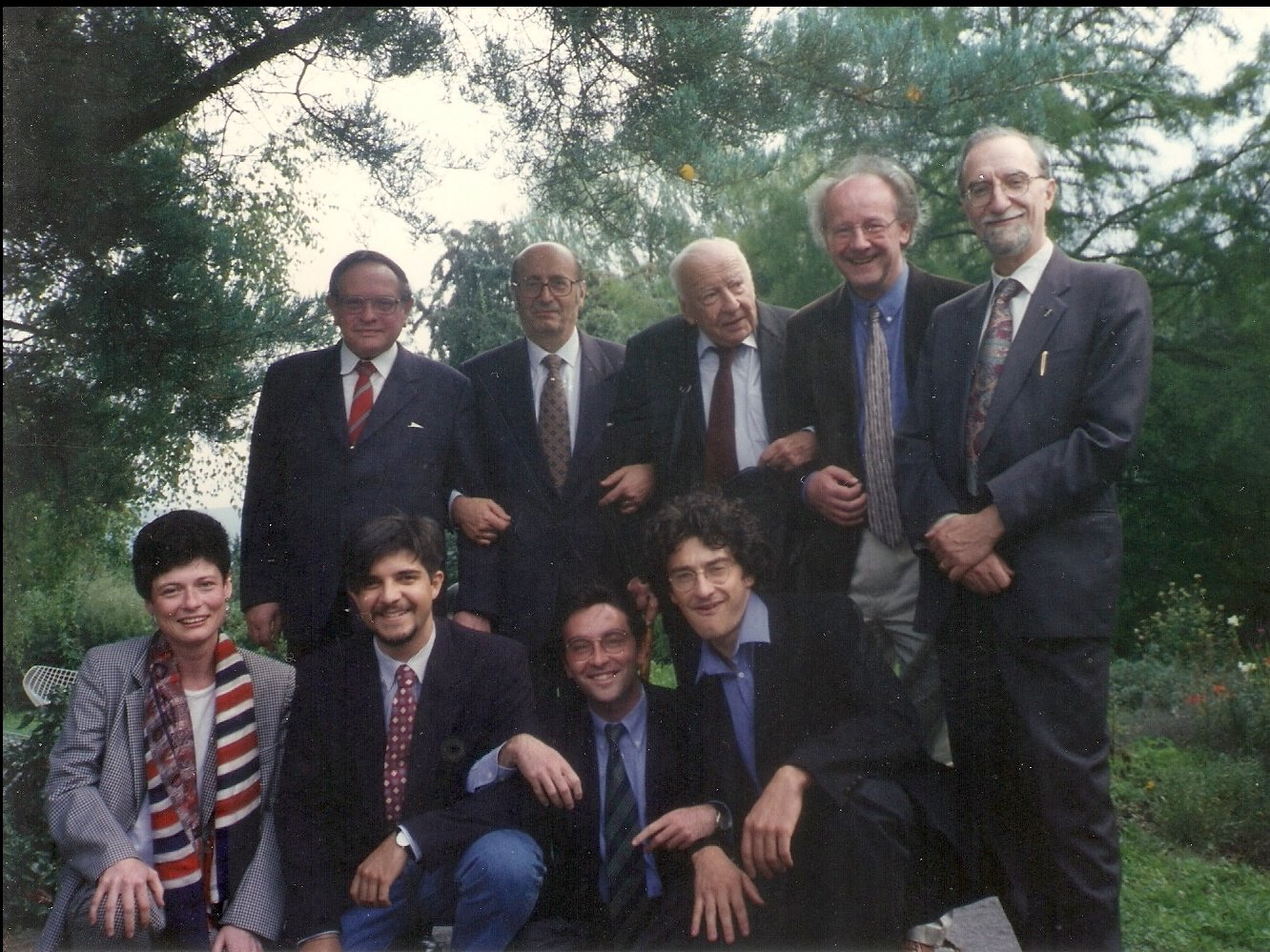
Giovanni Reale con Hans-Georg Gadamer, la Scuola di Tubinga (Hans J. Kramer, Thomas A. Szlezàk) e alcuni suoi allievi (tra cui Maria Bettetini, Giuseppe Girgenti, Maurizio Migliori)

## Opere

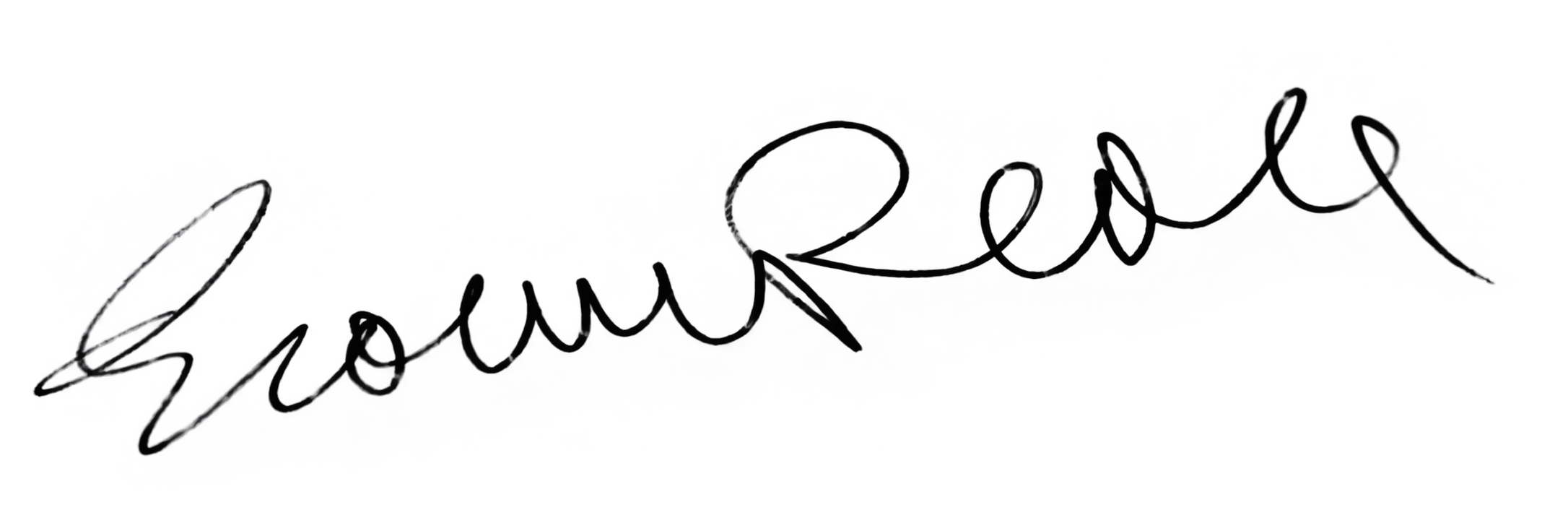
L'autografo di Giovanni Reale

Oltre al campo specifico della filosofia antica e tardo-antica, Reale si è occupato a vario titolo anche della storia della filosofia generale: per esempio, nella stesura del noto Manuale di filosofia per i licei edito da Editrice La Scuola e scritto insieme a Dario Antiseri, oltre alla direzione delle collane filosofiche «Classici della filosofia», «Testi a fronte» della Bompiani e «I Filosofi» per Laterza.
Oltre a questo, i suoi principali scritti sono i seguenti:
- Il concetto di filosofia prima e l'unità della Metafisica di Aristotele, Vita e Pensiero, Milano, 1961; Bompiani, Milano, 2008.
- Introduzione a Aristotele, Laterza, Bari, 1974.
- Storia della filosofia antica, 5 voll., Vita e Pensiero, Milano, 1975.
- Il pensiero occidentale dalle origini ad oggi, La Scuola, Brescia, 1983.
- Per una nuova interpretazione di Platone, CUSL, Milano, 1984; XX edizione definitiva, Vita e Pensiero, Milano, 1997.
- Introduzione a Proclo, Laterza, Bari, 1989.
- Filosofia antica, Jaca Book, Milano, 1992.
- Saggezza antica, Raffaello Cortina Editore, Milano, 1995.
- Eros demone mediatore. Il gioco delle maschere nel "Simposio" di Platone, Rizzoli, Milano, 1997.
- Platone. Alla ricerca della sapienza segreta, Rizzoli, Milano, 1998; Bompiani, Milano, 2005; La nave di Teseo, Milano, 2019.
- Guida alla lettura della Metafisica di Aristotele, Laterza, Bari, 1997.
- Raffaello: La "Disputa", Rusconi, Milano, 1998.
- Corpo, anima e salute. Il concetto di uomo da Omero a Platone, Collana Scienza e Idee n.49, Raffaello Cortina Editore, Milano, 1999.
- Socrate. Alla scoperta della sapienza umana, Rizzoli, Milano, 2000; La nave di Teseo, Milano, 2019.
- Il pensiero antico, Vita e Pensiero, Milano, 2001-2014.
- La filosofia di Seneca come terapia dei mali dell'anima, Bompiani, Milano, 2003.
- Radici culturali e spirituali dell'Europa, Raffaello Cortina Editore, Milano, 2003.
- Storia della filosofia greca e romana, 10 volumi, Bompiani, Milano, 2004; Collana Il pensiero occidentale, Bompiani, 2018.
- Valori dimenticati dell'Occidente, Bompiani, Milano, 2004.
- L'arte di Riccardo Muti e la Musa platonica, Bompiani, Milano, 2005.
- Come leggere Agostino, Bompiani, Milano, 2005.
- Karol Wojtyla un pellegrino dell'assoluto, Bompiani, Milano, 2005.
- Autotestimonianze e rimandi dei Dialoghi di Platone alle "Dottrine non scritte", Bompiani, Milano, 2008.
- Invito al pensiero antico, Editrice La Scuola, Milano, 2011.
- Storia del pensiero filosofico e scientifico, La Scuola, Brescia, 2012.
- Salvare la scuola nell'era digitale, Brescia, La Scuola, 2013.
- G. Reale-Umberto Veronesi, Responsabilità della vita. Un confronto fra un credente e un non credente, Milano, Bompiani, 2013.
- Mi sono innamorato della filosofia, a cura di Armando Torno, Milano, Bompiani, 2014, ISBN 978-88-452-7832-7.
- Romanino e la «Sistina dei poveri» a Pisogne, Milano, Bompiani, 2014.
- Cento anni di filosofia. Da Nietzsche ai nostri giorni, La Scuola, Brescia, 2015.
- (IT, EL) Giovanni Reale, Introduzione, traduzione e commentario della Metafisica di Aristotele, collana Il Pensiero Occidentale, Bompiani, 2004,  p. 1731, ISBN 978-88-452-0308-4. URL consultato il 6 dicembre 2018 (archiviato il 6 dicembre 2018). (con testo greco a fronte)

### Traduzioni e commenti
Reale ha tradotto in italiano e commentato molte opere di Platone, di Aristotele e di Plotino (la sua nuova edizione delle Enneadi è stata pubblicata nel 2002 nella collana "I Meridiani" della Arnoldo Mondadori Editore).
Nel 2006 ha pubblicato per Bompiani il poderoso volume I presocratici, da lui presentato come la «prima traduzione integrale» della versione tedesca del Die Fragmente der Vorsokratiker di Hermann Diels e Walther Kranz. Nonostante in Italia ne fosse già uscita nel 1969 una traduzione di Gabriele Giannantoni edita da Laterza, Reale ha sostenuto la presenza di lacune e manomissioni nella traduzione del Giannantoni, lacune e manomissioni che sarebbero dovute, a parere di Reale, all'ossequio all'ideologia e all'«egemonia culturale marxista», secondo cui in quel periodo gli intellettuali di area comunista avrebbero dominato la scena in campo editoriale. Luciano Canfora, in risposta alle accuse di Reale, ne ha sostenuto la natura «pubblicitaria» e l'«inconsistenza» del ragionamento. Nella polemica sono intervenuti anche altri due studiosi: il primo è Mario Vegetti, il quale ha sostenuto che, se influenza c'è stata nell'edizione di Giannantoni, essa è stata di matrice idealistica, hegeliana e crociana e non marxista; il secondo studioso è Roberto Radice, il quale ha invece sostenuto che qualsiasi omissione è da evitare, specie se non è segnalata nel testo, e con riguardo alla presunta irrilevanza di taluni tagli operati da Giannantoni sottolinea come «i capretti a volte segnano la storia del pensiero più di alcuni filosofi e togliere questi deliziosi animali dai frammenti, così come far sparire dei cavolfiori, potrebbe trasformarsi in una censura».
Di Seneca, Reale ha poi curato la traduzione delle opere in "Seneca. Tutti gli scritti" del 1994.

## Onorificenze
- Premio "Roncisvalle" dell'Università di Navarra[21]
- Cittadinanza onoraria di Siracusa
- Premio Pax Dantis per il Pensiero di Pace Universale, Centro Lunigianese di Studi Danteschi, 2014.

### Laureehonoris causa
- Accademia Internazionale di Filosofia del Liechtenstein
- Università Cattolica di Lublino
- Università di Stato di Mosca
- Universitat Ramon Llull de Barcellona (2006)[22]